# 占田制
占田制，與課田制為西晉並行的兩種土地制度。西晉太康元年（280年）晉武帝頒佈占田令「以名占田」，分王室、官員及平民三種。王室：王、公、侯，應以封國為家，但可在京城有房屋一棟。大國國王得郊田15頃、次國得10頃、小國得7頃。官員：依照官員的品第准許其佔據一定面積的田地、蔭客數及蔭戶數；平民：人民向國家登記戶口，並呈報所占田畝數。占田令規定男子一人占70畝，女子30畝。从占田制的内容看，它是一种既保护政府收入，又保护士族特权的土地制度。首先，占田制并非官方授予田地，也不是没收地主大族土地授予农民，而是在曹魏原来屯田制破坏后，允许农民占有开垦无主荒地。占田制度对于官僚士族占田，荫客等有特权方面的规定，其主要精神在于确认与保护他们的既得利益（已占有的大量土地与人口），而非限制。与曹魏自耕农相比，西晋农民的户调增加二分之一，田租增加一倍，因为政府计征是按人丁而非曹魏的校亩，不论人丁是否占足规定的课田，都按法定课田数交租。但是，与屯田制下农民相比，解除了军事管制下的强迫劳动；拥有土地，也提高了农民生产积极性，占田数高于课田数，鼓励了人们的开垦荒地。